# Kangley
Kangley és una població dels Estats Units a l'estat d'Illinois. Segons el cens del 2000 tenia 287 habitants.

## Demografia
Segons el cens del 2000, Kangley tenia 287 habitants, 115 habitatges, i 81 famílies. La densitat de població era de 325,9 habitants/km².
Dels 115 habitatges en un 27,8% hi vivien nens de menys de 18 anys, en un 53,9% hi vivien parelles casades, en un 10,4% dones solteres, i en un 28,7% no eren unitats familiars. En el 27% dels habitatges hi vivien persones soles l'11,3% de les quals corresponia a persones de 65 anys o més que vivien soles. El nombre mitjà de persones vivint en cada habitatge era de 2,5 i el nombre mitjà de persones que vivien en cada família era de 3.
Per edats la població es repartia de la següent manera: un 23,7% tenia menys de 18 anys, un 7% entre 18 i 24, un 31,4% entre 25 i 44, un 25,4% de 45 a 60 i un 12,5% 65 anys o més.
L'edat mediana era de 38 anys. Per cada 100 dones de 18 o més anys hi havia 102,8 homes.
La renda mediana per habitatge era de 32.500 $ i la renda mediana per família de 38.125 $. Els homes tenien una renda mediana de 34.375 $ mentre que les dones 19.688 $. La renda per capita de la població era de 15.505 $. Aproximadament l'11,3% de les famílies i el 14,8% de la població estaven per davall del llindar de pobresa.

## Poblacions més properes
El següent diagrama mostra les poblacions més properes.